# أليس جداري
الأليس الجداري  نوع نباتي حولي يتبع جنس الأليس من الفصيلة الصليبية.

## البيئة والانتشار
موطنه المشرق العربي وتركيا وشرق أوروبا والبلقان. إضافة إلى ذلك، انتشر في وسط وشرق أوروبا.